# Csíkos virágjáró
A csíkos virágjáró (Dicaeum aeruginosa) a madarak osztályának verébalakúak (Passeriformes) rendjébe és a virágjárófélék (Dicaeidae) családjába tartozó faj.

## Rendszerezése
A fajt Frank Swift Bourns és Dean Contant Worcester írták le 1894-ben, a Prionochilus nembe Prionochilus aeruginosus néven. Egyes szervezetek a Pachyglossa nembe sorolják Pachyglossa aeruginosus néven, áthelyezését, még nem fogadták el.

## Alfajai
- Dicaeum aeruginosum aeruginosum (Bourns & Worcester, 1894)
- Dicaeum aeruginosum affine (Zimmer, 1918)
- Dicaeum aeruginosum striatissimum Parkes, 1962[1]

## Előfordulása
A Fülöp-szigetek területén honos.